# Hans Khun
Hans Khun (auch Kuhn, Khune; † 1587 in Dresden) war ein Dresdner Ratsherr und Bürgermeister.

## Leben

### Politisches Wirken

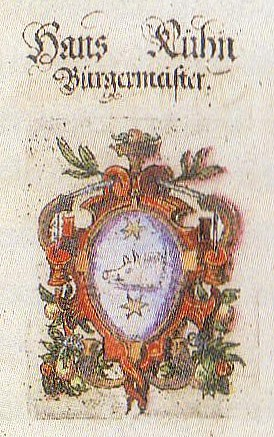
Wappen des Dresdner Bürgermeisters Hans Kuhn (Privilegienbuch der Stadt Dresden, 1584)

Hans Khun gehörte ab 1556 dem Dresdner Rat an. 1561 wurde er erstmals zum regierenden Bürgermeister gewählt und übte dieses Amt im nach der Ratsordnung von 1470 vorgesehenen dreijährigen Rhythmus regierender – sitzender – ruhender Bürgermeister bis zu seinem Tod 1587 aus.
Im Rahmen seiner Ratstätigkeit setzte sich Khun für die wirtschaftliche Stärkung der Stadt Dresden, insbesondere für das verliehene Stapelrecht ein. Das führte zu Konflikten mit dem benachbarten Pirna, insbesondere da sich Khun für die Schaffung einer Salzkammer in Kötzschenbroda eingesetzt hatte (siehe die dortige Alte Apotheke) und damit Pirna die aus dem lukrativen Salzhandel stammenden Einnahmen entgingen. 1584 beschwerte sich der Rat zu Pirna deshalb beim Kurfürsten und forderte eine strengere Kontrolle des Salzhandels im Dresdner Raum.
Zeitweise hatte Hans Khun auch das Dresdner Brückenamt inne und war damit für die Verwaltung der Brückenamtsgelder und den Unterhalt der Dresdner Elbbrücke verantwortlich. Obwohl die Brückenamtsrechnungen aus den letzten Jahren seiner Amtszeit (1573–1587) fehlen, scheint es in dieser Zeit Unregelmäßigkeiten gegeben zu haben. Nach Khuns Tod kam es deshalb zu einem Vergleich zwischen Khuns Erben und dem neuen Ehemann seiner Witwe.

### Familie
Khun war verheiratet und hinterließ bei seinem Tod 1587 eine Witwe, die wenig später Paul Pein heiratete. Sein Sohn Georg erwarb 1600 das Dresdner Bürgerrecht und gehörte ab 1618 ebenfalls dem städtischen Rat an. Er verstarb am 4. April 1624.
Aus einem Rescript vom 2. Juli 1575 ist eine Auseinandersetzung zwischen Hans Khun und dem kurfürstlichen Vogelsteller Hans Zach verbürgt. Khun hatte dabei den Vogelsteller und dessen hochschwangere Frau bei einem Streit auf der Gasse bei der Kreuzkirche öffentlich beleidigt und geschlagen und beide ins Gefängnis werfen lassen. Nachdem der Kurfürst über das rüde Vorgehen gegen seinen Beamten informiert worden war, ließ er Bürgermeister Khun in den Kerker werfen. Erst nach Zahlung von 50 Talern Strafe durfte Khun das Gefängnis verlassen.